# Stipa parishii
Stipa parishii är en gräsart som beskrevs av George Vasey. Stipa parishii ingår i släktet fjädergrässläktet, och familjen gräs. Inga underarter finns listade i Catalogue of Life.